# Risto-Veikko Luukkonen
Risto-Veikko Luukkonen, född 25 juni 1902 i S:t Michel, död 7 september 1972 i Helsingfors, var en finländsk arkitekt.
Risto-Veikko Luukkonen är mest känd för att ha ritat Tölö sporthall och Olympiaterminalen i Helsingfors tillsammans med Aarne Hytönen. Bägge dessa byggnader har listats av Docomomo.

## Verk i urval
- Tölö sporthall, Helsingfors, 1935 (tillsammans med Aarne Hytönen)
- Finlands paviljong på Världsutställningen i Bryssel, 1935 (tillsammans med Aarne Hytönen)
- Suomibolagens kontorshus, Helsingfors, 1938 (tillsammans med Aarne Hytönen)
- Åbo konserthus, 1952
- Olympiaterminalen, Helsingfors, 1953 (tillsammans med Aarne Hytönen)
- Valkeakoskis stadshus, 1955 (tillsammans med Aarne Hytönen)
- Åbo stadsteater, 1962 (tillsammans med Helmer Stenros)
- Kuopios stadsteater, 1963 (tillsammans med Helmer Stenros)
- Regeringskanslibyggnaden i Åbo, 1967 (tillsammans med Helmer Stenros)

## Bildgalleri

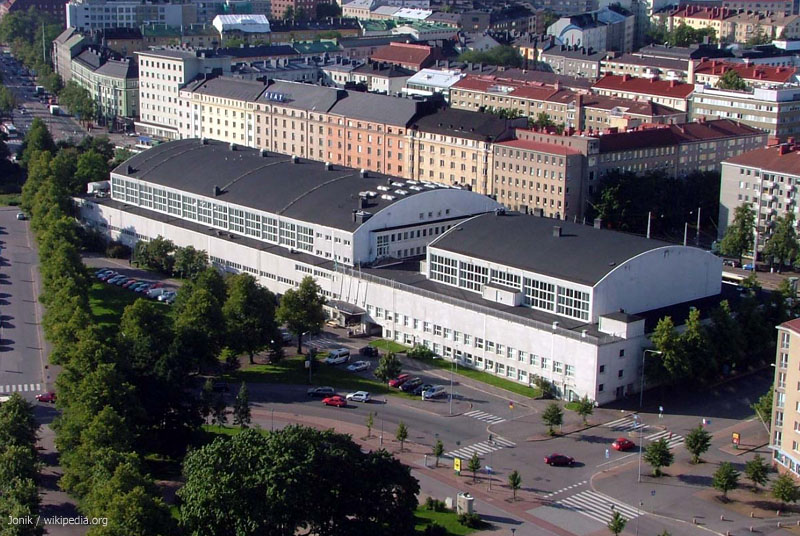
Tölö sporthall
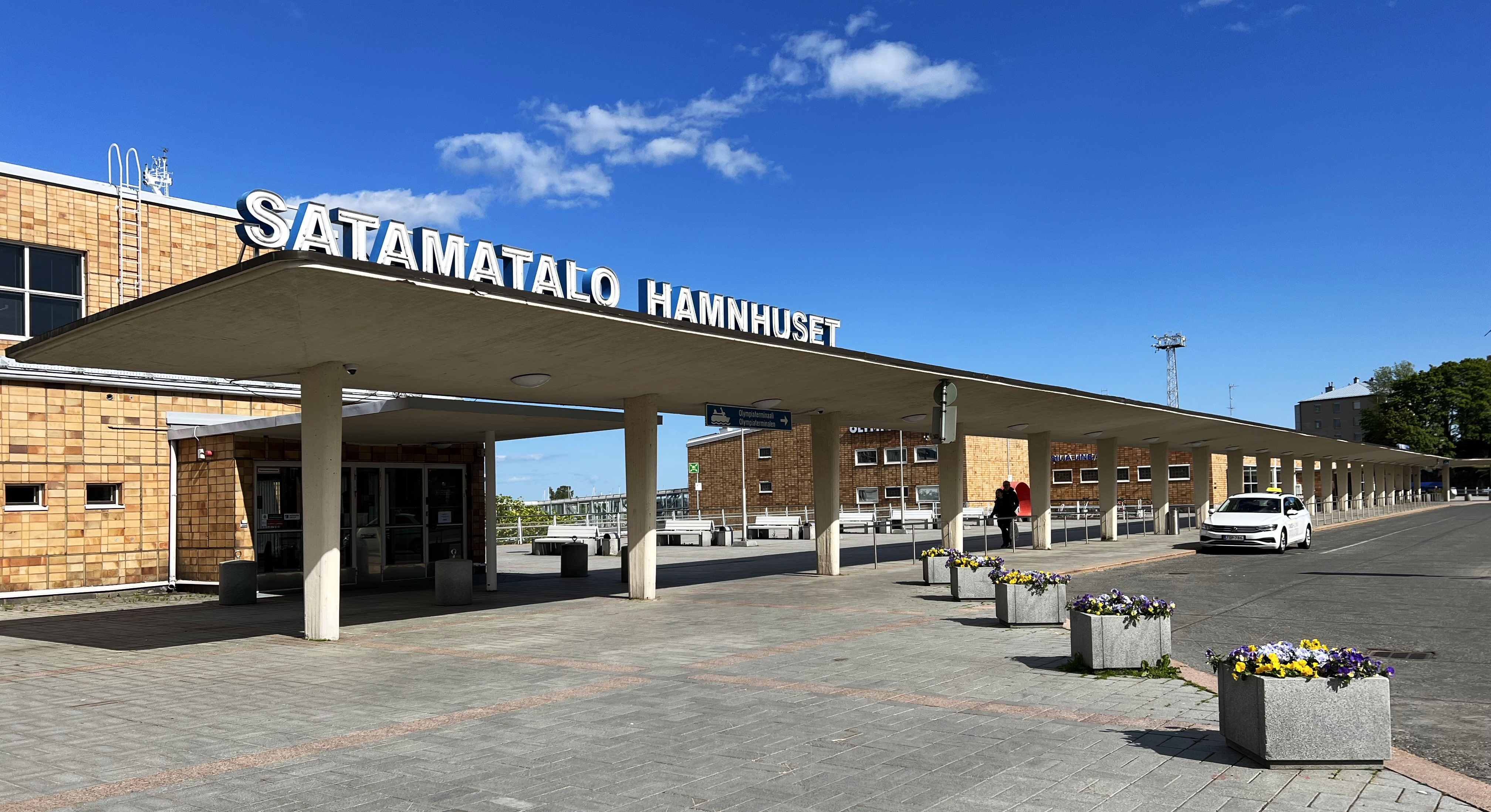
Hamnhuset och Olympiaterminalen
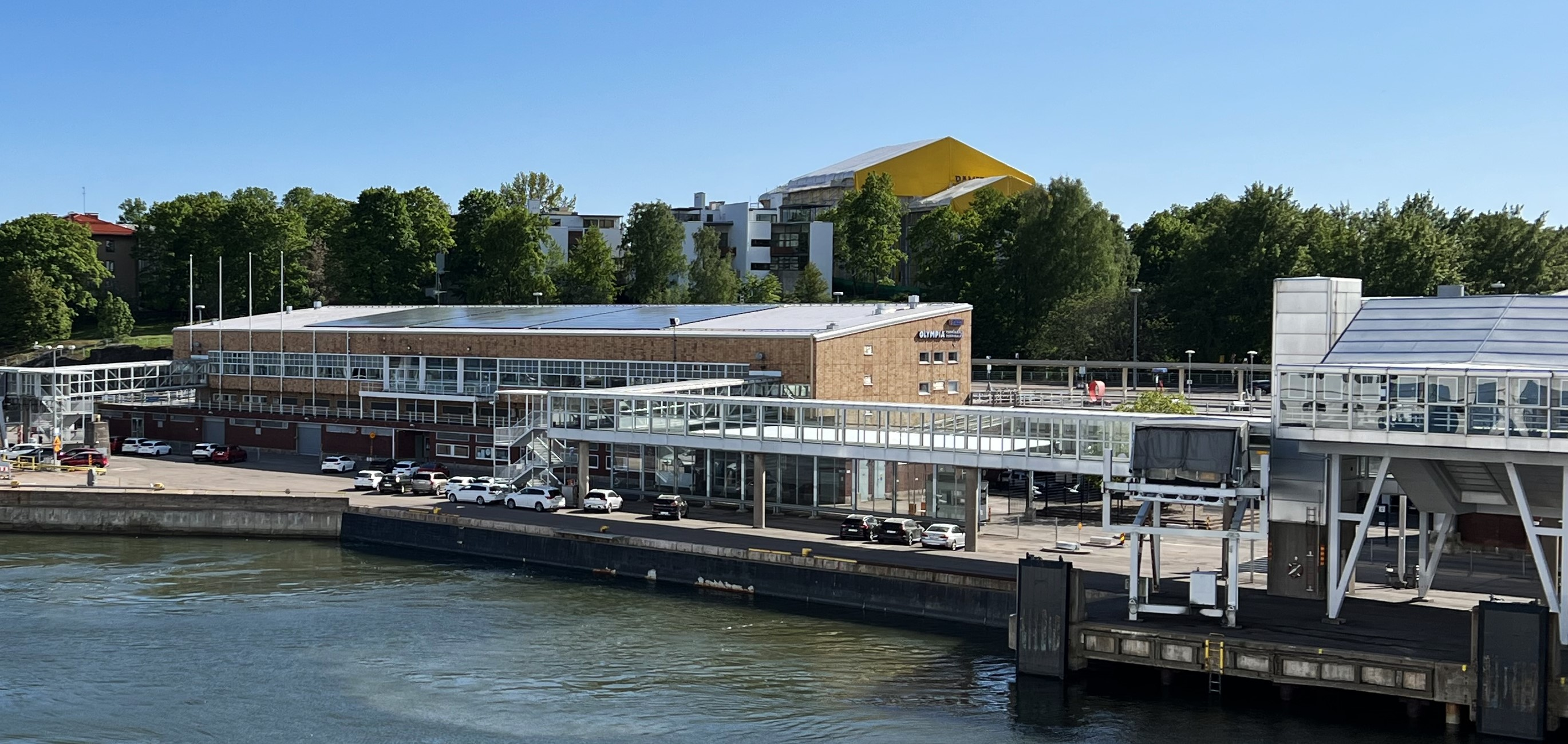
Olympiaterminalen
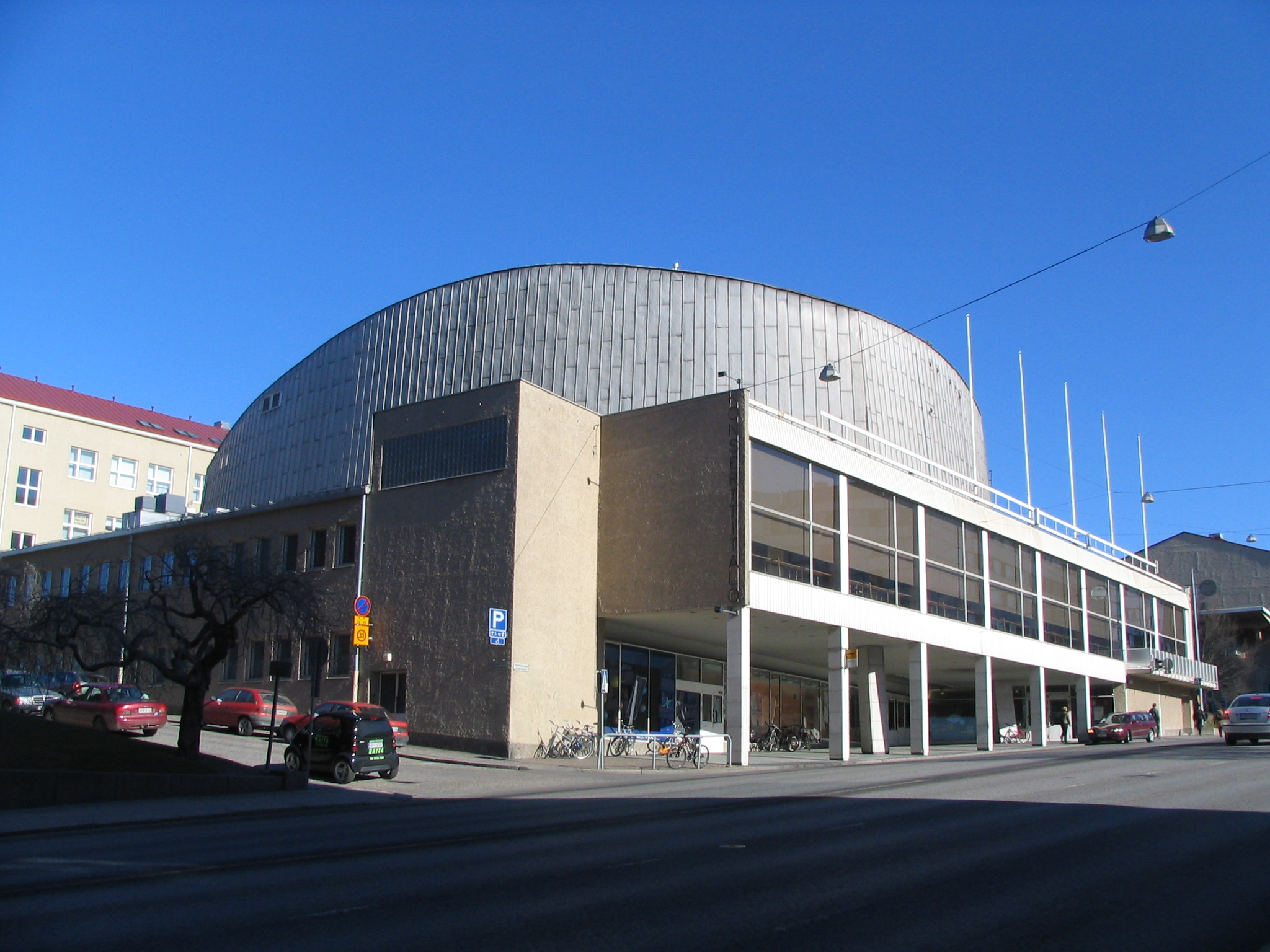
Åbo konserthus
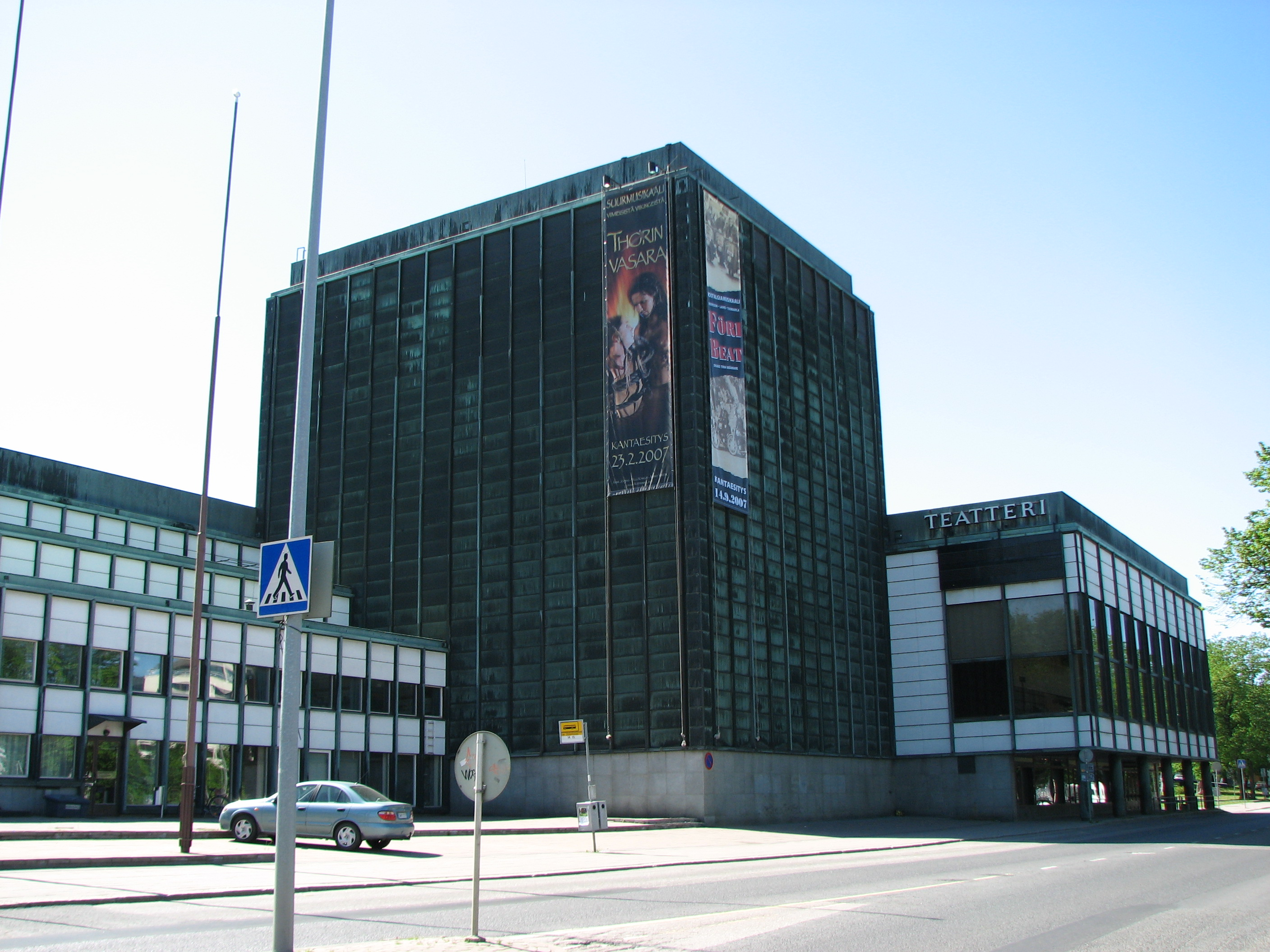
Åbo stadsteater
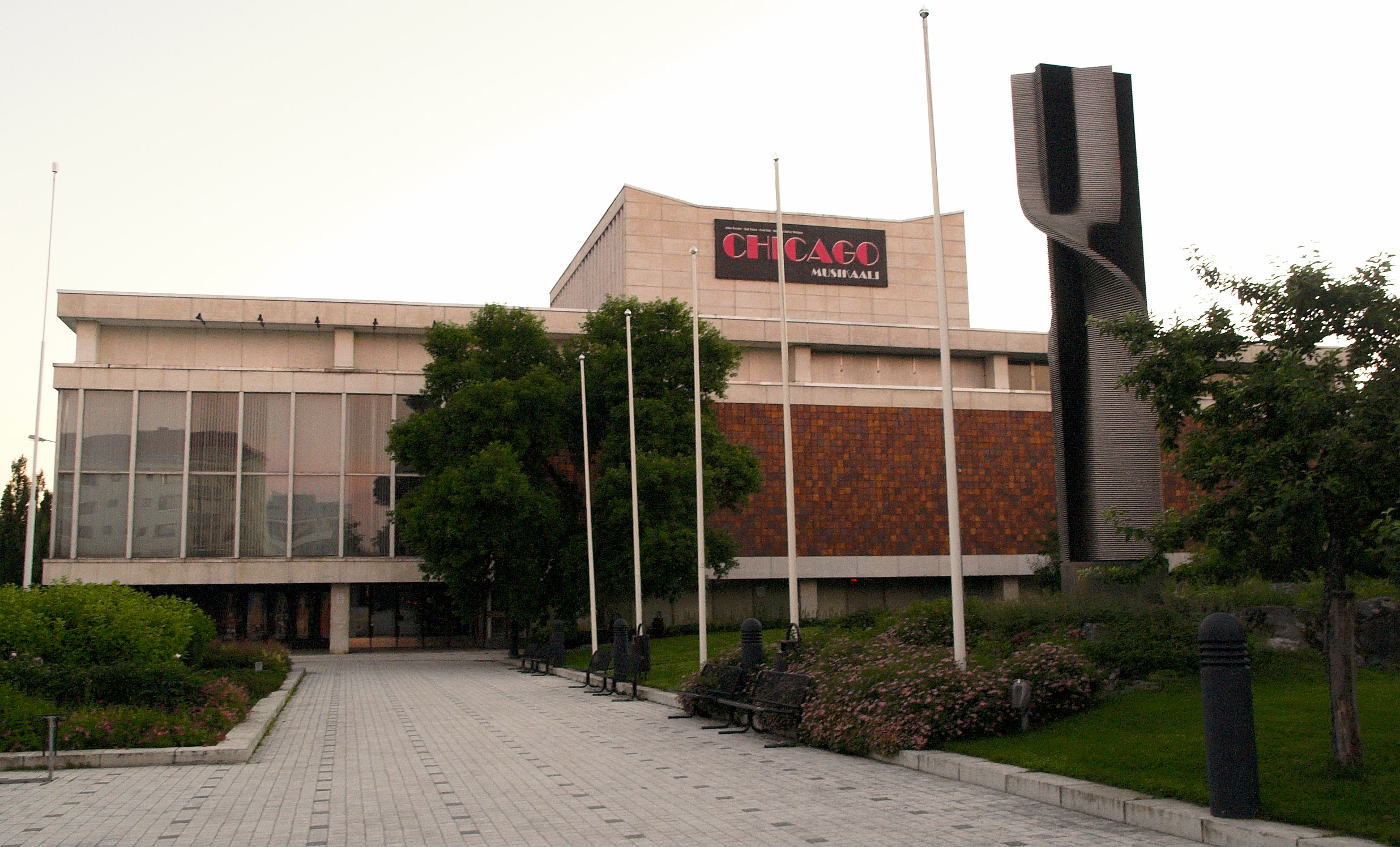
Kuopios stadsteater
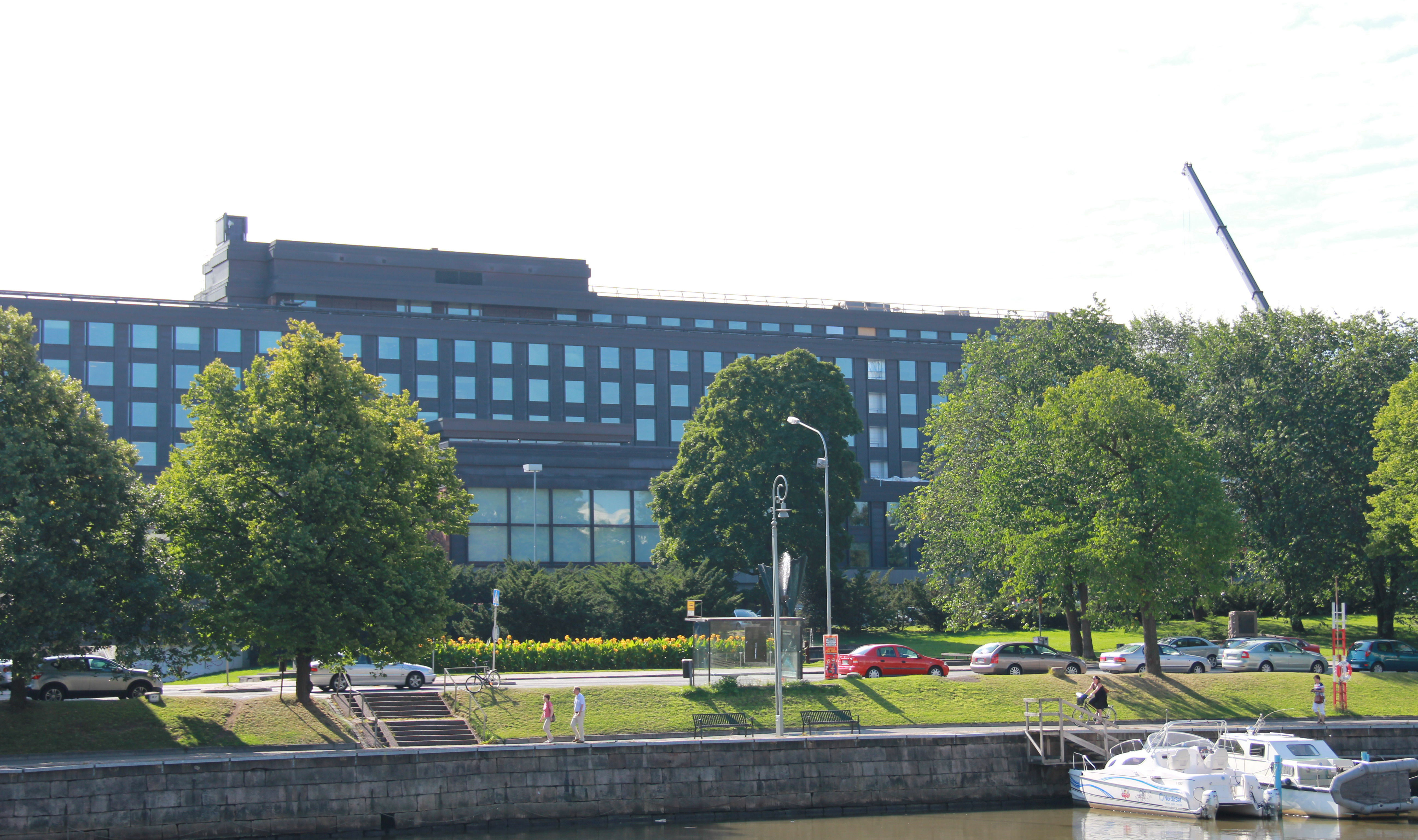
Regeringskanslibyggnaden i Åbo